# Xã Lake, Quận Menominee, Michigan
Xã Lake (tiếng Anh: Lake Township) là một xã thuộc quận Menominee, tiểu bang Michigan, Hoa Kỳ. Năm 2010, dân số của xã này là 556 người.